# Skil Brum
Der Skil Brum (auch Skilbrum) ist ein 7410 m (nach anderen Quellen 7360 m oder 7430 m) hoher Berg im Karakorum-Gebirge im Norden Pakistans.

## Lage
Der Berg liegt an der Grenze zwischen Pakistan und der Volksrepublik China. Er bildet die höchste Erhebung der Savoia-Gruppe. Der Skil Brum liegt ungefähr 9 km westsüdwestlich des K2. Der Berg liegt auf der westlichen Seite des Godwin-Austen-Gletschers, gegenüber dem Broad Peak.

## Besteigungsgeschichte
Im Jahre 1957 bestiegen die Österreicher Marcus Schmuck und Fritz Wintersteller als erste den damals noch namenlosen Gipfel im Alpinstil.
Sie starteten am 18. Juni von ihrem Basislager am Broad Peak in 4950 m Höhe, kampierten in 6060 m Höhe und erreichten den Gipfel am nächsten Tag. Sie kehrten am darauffolgenden Morgen zurück zum Basislager. Für die gesamte Besteigung vom Basislager zum Gipfel und zurück benötigten die beiden Bergsteiger nur 53 Stunden.